# José Luis González Quirós
José Luis González Quirós (Grado, 2 de septiembre de 1947) es un filósofo español interesado en el desarrollo de la tecnología digital y en su influencia en el mundo de la cultura, la ciencia, la medicina y la política. Fue presidente interino de VOX de junio a septiembre de 2014, cuando Santiago Abascal Conde fue elegido como nuevo presidente del partido.

## Biografía
Nació en la localidad asturiana de Grado el 2 de septiembre de 1947, ha sido profesor de Filosofía en la Universidad Complutense de Madrid, en el Instituto de Filosofía del Consejo Superior de Investigaciones Científicas (CSIC) y catedrático de instituto. En la actualidad es profesor de la Universidad Rey Juan Carlos de Madrid y forma parte del seminario de investigación de la Escuela Contemporánea de Humanidades (ECH) en Madrid. Es miembro de los consejos de redacción de Nueva revista, de Revista Hispano Cubana, de Ars medica y de la Revista de libros. Ha dado cursos y conferencias en la mayoría de las Universidades españolas y en las de Wyoming (EE. UU.), Lund (Suecia), Loyola (Chicago, EE. UU.) y Veracruz (México). Es autor de más de una docena de libros y de cerca de 200 artículos en diversas revistas de investigación o divulgación. Ha recibido el premio de ensayo de la Fundación DMR Consulting (actualmente Fundación Everis) en 2005 y fue finalista del Premio Nacional de Ensayo en 2004. Ha sido vicedirector de los cursos de verano de la Universidad Complutense y secretario general del Colegio Universitario Domingo de Soto. Ha desempeñado los cargos de secretario general del Instituto Español de Emigración, subdirector de estudios e investigación del Instituto Oficial de Radio y Televisión y secretario general de Fundesco. 
Los libros que ha publicado se refieren a temas muy variados, desde la historia de la filosofía y la filosofía de la mente (Mente y cerebro), hasta la filosofía de la tecnología (El porvenir de la razón en la era digital o El Templo del saber, publicado con Karim Gherab Martín y cuya versión inglesa se publicó en 2009), con algunas incursiones en temas de filosofía política (Una apología del patriotismo) muy ligados a la circunstancia contemporánea. Junto con Wenceslao Castañares es coautor de un Diccionario de citas del que se han publicado tres ediciones y que ha sido traducido al portugués. 
Desde la transición a la democracia en España ha desarrollado una actividad política bastante continuada: formó parte del Consejo Político de UCD hasta 1981 y del Comité Ejecutivo Nacional del CDS entre 1982 y 1987. Desde 1991 hasta 2003 formó parte del consejo asesor de la Fundación para el Análisis y los Estudios Sociales. En 1995 editó los discursos políticos de José María Aznar (La España en que yo creo, Editorial Noesis) y ha sido fundador (2004) y primer director de la revista Cuadernos de pensamiento político que edita la citada fundación. Fue parte del equipo de José María Aznar que le acompañó desde 1996.
Es comentarista del diario Gaceta de los Negocios y colabora habitualmente en los medios digitales elconfidencial.com y elestadodelderecho.com. Mantiene un blog sobre temas de actualidad pormiquenoquede.com y colabora con frecuencia en otro dedicado a temas de la cultura digital adiosgutenberg.com.
En enero de 2014 presentó el nuevo partido político Vox junto con otros exmilitantes del Partido Popular, con el fin de presentarse a las elecciones europeas de ese año, pero en febrero de 2015 comunicó su baja.

## Obra
- 2009: Arguments for an Open Model of e-Science en colaboración con Karim Gherab Martín, en Bill Cope & Philip Angus, Eds., The Future of the Academic Journal, Chandos Publishing, London, 2009, ISBN 978-18-433-4416-2, pp. 63-83.
- 2009: The New Temple of Knowledge: Towards a Universal Digital Library, Common Ground Publishing.
- 2006: El templo del saber: hacia la biblioteca digital universal. Deusto, Barcelona. ISBN 84-234-2419-7 (en colaboración de Karim Gherab Martín). Esta obra fue ganadora del Premio de Ensayo 2005 de la Fundación Everis.
- 2006: Los rascacielos de marfil. Lengua de Trapo, Madrid. ISBN 84-96080-67-6 (editor en colaboración con la Escuela Contemporánea de Humanidades).
- 2005: El Quijote y el pensamiento moderno. Sociedad estatal de conmemoraciones culturales, Madrid. ISBN 84-96411-19-2 (coeditor junto a José María Paz Gago).
- 2003: Repensar la cultura. Ediciones Internacionales Universitarias, Madrid. ISBN 84-8469-092-X.
- 2003: Ciudades posibles. Lengua de Trapo, Madrid. ISBN 84-96080-11-0 (editor en colaboración con la Escuela Contemporánea de Humanidades).
- 2003: Una apología del patriotismo. Taurus, Madrid. ISBN 84-306-0462-6. Esta obra fue finalista del Premio Nacional de Ensayo en 2003.
- 2002: Diccionario de citas. Noesis, Madrid. ISBN 84-87462-51-0 (en colaboración con Wenceslao Castañares).
- 2002: El buscador de oro. Lengua de Trapo, Madrid. ISBN 84-896118-88-7 (editor en colaboración con la Escuela Contemporánea de Humanidades).
- 1998: El porvenir de la razón en la era digital. Síntesis, Madrid. ISBN 84-7738-566-1.
- 1994: Mente y cerebro. Parteluz, Madrid. ISBN 84-7916-026-8.
- 1994: Curso superior de Mus. Filosofía del juego y tácticas avanzadas. Noesis, Madrid. ISBN 84-87462-05-7 (en colaboración con Ramón Pi)